# Мішель Франсуа-Жак Кергелен
Мішель Франсуа-Жак Кергелен (фр. Michel François-Jacques Kerguélen або фр. Michel Kerguélen, 1928 — 1999) — французький ботанік, творець Index synonymique de la flore de France.

## Біографія
Мішель Франсуа-Жак Кергелен народився у 1928 році.
У 1969 році він став директором служби ідентифікації на національній станції випробувань посівів La Minière біля Версаля.
У 1993 році Кергелен опублікував Index synonymique de la flore de France, який став доступним у Інтернеті у 1998 році. Index synonymique de la flore de France Кергелена - це алфавітний список таксонів місцевої флори та культурних рослин, їх синоніми та гібриди.
Мішель Франсуа-Жак Кергелен помер у 1999 році.

## Наукова діяльність
Мішель Франсуа-Жак Кергелен спеціалізувався на папоротеподібних та на насіннєвих рослинах.

## Наукові праці
- Les Graminaceae (Poaceae) de la flore française. Essai de mise au point taxonomique et nomenclaturale Lejeunia nouvelle série, t 75, 1975, pp 1–343.
- Index synonymique de la flore de France. 1993 (Il est accessible dans Internet dès 1998)[3].